# رايموند بريان ديلارد
رايموند بريان ديلارد (بالإنجليزية: Raymond Bryan Dillard)‏ هو عالم عقيدة أمريكي، ولد في 7 يناير 1944 في لويفيل في الولايات المتحدة، وتوفي في 1 أكتوبر 1993 في Zionsville, Pennsylvania ‏ في الولايات المتحدة بسبب نوبة قلبية.